# Novembre 2006 en sport
Cette page concerne l'actualité sportive du mois de novembre 2006.

## Mercredi1ernovembre
- Football, quatrième journée de la Ligue des champions 2006-2007 :
  - Olympique lyonnais 1-0 Dynamo Kiev ;
  - Real Madrid 1-0 Steaua Bucarest;
  - Benfica 3-0 Celtic Glasgow;
  - FC Copenhague 1-0 Manchester United;
  - Hambourg SV 1-3 FC Porto;
  - Arsenal 0-0 CSKA Moscou;
  - AEK Athènes 1-0 Lille OSC;
  - Milan AC 4-1 RSC Anderlecht.

## Vendredi3 novembre
- Patinage artistique, Internationaux Patinage Canada, couples: Dan Zhang/Hao Zhang (CHN) remporte le grand prix devant Rena Inoue/John Baldwin (USA) et Valérie Marcoux/Craig Buntin (CAN).

## Samedi4 novembre
- Rugby à XV, tournées d'automne:
  -  Pays de Galles 29-29  Australie

- Patinage artistique, Internationaux Patinage Canada :
  - Femmes : Joannie Rochette (CAN) remporte le grand prix devant Fumie Suguri (JPN) et Kim Yuna (KOR)
  - Hommes : Stéphane Lambiel (SUI) remporte le grand prix devant Daisuke Takahashi (JPN) et Johnny Weir (USA).

## Dimanche5 novembre
- Athlétisme, marathon de New-York : le Brésilien Marilson Gomes dos Santos, pour sa première participation, bat tous les favoris en 2 h 09 min. Chez les femmes, la Lettone Jelena Prokopcuka confirme sa victoire de l'année précédente en 2 h 25 min 05 s.
- Rugby à XV, tournées d'automne : l'Équipe d'Angleterre s'incline devant la Nouvelle-Zélande par un score de 20 à 41.

- Patinage artistique, Internationaux Patinage Canada : en danse sur glace, Marie-France Dubreuil/Patrice Lauzon (CAN) remporte le grand prix devant Tessa Virtue/Scott Moir (CAN) et Federica Faiella/Massimo Scali (ITA).

- Tennis, Masters de Paris-Bercy : le russe Nikolay Davydenko remporte sa première victoire de sa carrière en Masters Series. Il bat le slovaque Dominik Hrbatý 6-1, 6-2, 6-2.

## Lundi6 novembre
- Voile, route du Rhum : le Français Lionel Lemonchois établit avec 7 jours 17 heures 19 minutes et 6 secondes le nouveau record de l'épreuve. Il devance à Pointe-à-Pitre son coépiquier de la dernière Transat Jacques Vabre Pascal Bidégorry, course qu'ils avaient remporté en 2005.

## Vendredi10 novembre
- Patinage artistique, Coupe de Chine : le couple Xue Shen/Hongbo Zhao (CHN) remporte le grand prix devant Qing Pang/Jian Tong (CHN) et Aljona Savchenko/Robin Szolkowy (GER).

## Samedi11 novembre
- Rugby à XV, tournées d'automne :
  -  Angleterre -  Argentine 18-25 (première victoire Argentine à Twickenham ; 7e défaite de rang pour les Anglais)
  -  Irlande -  Afrique du Sud : 32-15
  -  Italie -  Australie : 18-25
  -  Pays de Galles - Sélection du Pacifique : 38-20
  -  France -  Nouvelle-Zélande : 3-47

- Tennis, masters de tennis féminin, demi-finales :
  - Justine Henin-Hardenne - Maria Sharapova : 6-2, 7-6 ; avec cette victoire, Justine Henin est assurée de terminer la saison numéro un mondial.
  - Kim Clijsters - Amélie Mauresmo : 2-6, 6-3, 3-6

- Voile, route du Rhum : Roland Jourdain remporte la course en monocoque en coupant la ligne après une traversée de 12 jours 11 heures 58 minutes et 58 secondes.

- Patinage artistique, Coupe de Chine :
  - Femmes : Julia Sebestyen (HUN) remporte le grand prix devant Yukari Nakano (JPN) et Emily Hughes (USA).
  - Danse sur glace : le couple Oksana Domnina/Maksim Chabaline (RUS) remporte le grand prix devant Tanith Belbin/Benjamin Agosto (USA) et Jana Khokhlova/Sergey Novitski (RUS).
  - Hommes : Evan Lysacek (USA) remporte le grand prix devant Sergei Davydov (BLR) et Emanuel Sandhu (CAN).

## Dimanche12 novembre
- Athlétisme : l'américain Sanya Richards et le jamaicain Asafa Powell ont été sacrés champion de l'année 2006 par l'IAAF
- Rallye, championnat du monde des rallyes 2006 : Marcus Grönholm, en remportant le Rallye de Nouvelle-Zélande devant son compatriote et compagnon d'écurie Mikko Hirvonen, offre le titre mondial à Ford.
- Tennis, masters de tennis féminin : en finale, Justine Henin-Hardenne bat Amélie Mauresmo sur le score de 6-4 6-3. Justine remporte ainsi son premier WTA Tour Championships.

## Jeudi16 novembre
- Volley-ball, Championnat du monde féminin : la Russie remporte le titre mondial en disposant du Brésil par 3 sets à 2 (15-25, 25-23, 25-18, 20-25, 15-13) à Osaka. La Serbie remporte la médaille de bronze après sa victoire sur l'Italie sur le score de 3 à 0 (25-22, 25-22, 25-21).

## Vendredi17 novembre
- Rugby à XV, tournées d'automne :  Pays de Galles -  Canada : 61-26.

## Samedi18 novembre
- Rugby à XV, tournées d'automne :
  - la France rencontre pour la 43e fois la Nouvelle-Zélande à l'occasion du centenaire français. les blacks remportent le match par 23 à 11.
  -  Écosse - Sélection des Iles du Pacifique : 34 - 22
  -  Angleterre -  Afrique du Sud : 23-21
  -  Italie -  Argentine : 16-23

- Tennis, Masters, demi-finales :
  - Roger Federer - Rafael Nadal : 6-4, 7-5
  - James Blake - David Nalbandian : 6-4, 6-1

- Patinage artistique, Trophée de France :
  - Danse sur glace : Albena Denkova/Maxim Staviski (BUL) remportent le grand prix devant Isabelle Delobel/Olivier Schoenfelder (FRA) et Federica Faiella/Massimo Scali (ITA).
  - Hommes : Brian Joubert (FRA) remporte le grand prix devant Alban Préaubert (FRA) et Sergei Dobrin (RUS).
  - Femmes : Kim Yuna (KOR) remporte le grand prix devant Miki Ando (JPN) et Kimmie Meissner (USA).
  - Couples : Maria Petrova/Aleksey Tikhonov (RUS) remportent le grand prix devant Rena Inoue/John Baldwin (USA) et Julia Obertas/Sergei Slavnov (RUS).

## Dimanche20 novembre
- Rugby à XV, tournées d'automne :  Irlande -  Australie : 21-6
- Tennis : en finale des Masters, Roger Federer bat James Blake sur le score de 6-0, 6-3, 6-4.

## Samedi25 novembre
- Patinage artistique, Coupe de Russie :
  - Femmes : Sarah Meier (SUI) remporte le grand prix devant Julia Sebestyen (HUN) et Yoshie Onda (JPN)
  - Couples : Aljona Savchenko/Robin Szolkowy (GER) remportent le grand prix devant Maria Petrova/Aleksey Tikhonov (RUS) et Yuko Kavaguti/Alexandre Smirnov (RUS)
  - Hommes : Brian Joubert (FRA) remporte le grand prix devant Johnny Weir (USA) et Ilia Klimkin (RUS)

- Rugby à XV, Tournées d'automne :
  -  France -  Argentine : 27-26
  -  Pays de Galles -  Nouvelle-Zélande : 10-45
  -  Angleterre -  Afrique du Sud : 14-25
  -  Écosse -  Australie : 15-44
  -  Italie -  Canada : 41-6

- Rugby à XV, Coupe du monde de rugby à XV 2007 :
  - le  Japon, en battant la  Corée du Sud par 54 à 0, obtient son billet pour la prochaine coupe du monde.
  - la  Géorgie obtient son billet en disposant du  Portugal par 17 - 3 (11 novembre) et 11-11.

- Rugby à XIII, Tri-Nations de rugby à XIII 2006 : l'Australie remporte la 4e édition du Tri-nations en battant en finale la Nouvelle-Zélande par 16-12 à Sydney.

## Dimanche26 novembre
- Rugby à XV, tournées d'automne : l' Irlande bat les Pacific Islanders par 61 à 17. Les Irlandais font un digne adieu à leur stade de Lansdowne Road qui va être reconstruit.

- Rugby à XV, IRB : le Néo-Zélandais Richie McCaw succède à son compatriote Daniel Carter au palmarès du classement de joueur de l'année. Les autres nommés étaient Daniel Carter, l'Australien Chris Latham, l'Irlandais Paul O'Connell et le Sud-Africain Fourie du Preez. Le Néo-Zélandais Graham Henry obtient le titre d'entraîneur de l'année alors que le Français Lionel Beauxis obtient le titre de joueur de moins de 21 ans de l'année.

- Patinage artistique, Coupe de Russie : en danse sur glace, le couple Tanith Belbin/Benjamin Agosto (USA) remporte le grand prix devant Oksana Domnina/Maksim Chabaline (RUS) et Isabelle Delobel/Olivier Schoenfelder (FRA).

## Lundi27 novembre
- Football, Ballon d'or : l'Italien Fabio Cannavaro remporte le 51e ballon d'or France-Football. Il devance son compatriote Gianluigi Buffon et le Français Thierry Henry. Pour le classement complet, voir Ballon d'or 2006

## Principaux rendez-vous sportifs du mois de novembre 2006
- 31 octobre au 16 novembre : volley-ball, Championnat du monde de volley-ball féminin au Japon.
- 2 au 5 novembre : Internationaux Patinage Canada à Victoria, Colombie-Britannique.
- 9 au 12 novembre : Coupe de Chine à Nanjing.
- 12 au 19 novembre : Tennis, Masters de tennis masculin.
- 16 au 19 novembre : Trophée de France à Paris.
- 17 novembre au 3 décembre : volley-ball, Championnat du monde de volley-ball masculin au Japon.
- 11 novembre: K-1, tournoi réunissant l'élite mondiale des combattants d'arts martiaux dans une ambiance qui vous fera frissonner! http://www.DK-1.com.
- 23 au 26 novembre : Coupe de Russie à Moscou.
- 25 novembre : finale du Tri-Nations de rugby à XIII à Sydney.
- 30 novembre au 3 décembre : Trophée NHK à Nagano.